# Prieuré de Bar-sur-Aube
Le prieuré de Bar-sur-Aube est un prieuré bénédictin, situé à Bar-sur-Aube, en France. Il était rattaché à l'abbaye de Saint-Claude

## Localisation
Le prieuré est situé sur la commune de Bar-sur-Aube, dans le département français de l'Aube.

## Historique
Il fut connu comme prioratus de sancti Pietrus Baro, ou prioratus Valli en 1159, prioratus Barri in Valle, en 1181 mais surtout novum monasterium en 1149 et 1160 pour marquer l'antériorité de celui de Sainte-Germaine. Son siège était en  l'église Saint-Pierre.
L'édifice est classé au titre des monuments historiques en 1965.

## Prieurs
(liste non exhaustive)
- 1085 v.  - Étienne de Joinville, future abbé en 1088 de l'abbaye Saint-Pierre de Bèze[2],
- 1159 : Etienne[3],
- 1176 : Pierre,
- 1181 : Yves,
- 1211 : Pierre II,
- 1225 : Humbert,

...
- 1704 : Jean d'Estrée,

...
- 1728-1729 : Henri de Carbonnière, abbé supérieur général de MM. les Bénédictins exempt de France et prieur de Sainte-Germaine,
- 1729-1737 : Jean de Carbonnière,
- 1737-1791 : Louis de Carbonnière, aussi prieur de Sainte-Germaine.